# The Super Commando
The Super Commando är det svenska punkrockbandet Puffballs fjärde studioalbum, utgivet 2001 på Burning Heart Records.

## Låtlista
1. "Loaded"
2. "High Powered"
3. "I Own the Road"
4. "Back on the Sauce"
5. "Strip Noise"
6. "Topblower"
7. "Hands That Bleed"
8. "Outlaw Screamer"
9. "Hellbent"
10. "Make It Move"
11. "Troublestarter"
12. "Jump the Rails"
13. "Parasite City"
14. "Carmelita"

## Medverkande musiker
- Magnus Forsberg – trummor
- Fredrik Lindgren – bas, bakgrundssång
- P-O Söderback – gitarr
- Mikael Tossavainen – gitarr, sång

### Fotnoter
1. ↑  ”The Super Commando”. Discogs.com. http://www.discogs.com/Puffball-The-Super-Commando/release/1934970. Läst 13 april 2012.